# هنري ويستون
هنري ويستون (1888 - 1950) (بالإنجليزية: Henry Weston)‏ هو لاعب كريكت بريطاني.